# Vườn quốc gia Flinders Group
Vườn quốc gia Flinders Group là một vườn quốc gia ở Queensland, Úc.